# Feilbingert
Feilbingert ist eine Ortsgemeinde im Landkreis Bad Kreuznach in Rheinland-Pfalz. Sie gehört der Verbandsgemeinde Bad Kreuznach an.

## Geographische Lage
Der Ort liegt am Rande des Nordpfälzer Berglandes inmitten von Weinbergen und Wäldern. Der Name bezeichnet zwei ehemals getrennte Orte „Feil“ und „Bingert“.

## Geschichte
Im Jahr 1071 wird Bingert erstmals im Codex Laureshamensis, dem Urkundenbuch der ehemaligen Fürstabtei Lorsch als „Binegarten“ schriftlich genannt. Feil fand im Jahre 1237 zum ersten Mal schriftliche Erwähnung. Der nahe gelegene Lemberg war vom 15. Jahrhundert bis Anfang des 20. Jahrhunderts eine überregional sehr bedeutsame Quelle für Quecksilber-Erze, siehe auch Liste von Bergwerken in der Pfalz und Besucherbergwerk Schmittenstollen. Der Deutsche Kaiser Wilhelm I. nächtigte von einem Unwetter an der Durchreise gehindert in einer Feilbingerter Gaststätte.
Nach dem Wiener Kongress gehörte Feilbingert als pfälzischer Ort zu Bayern, wo es bis zum Ende des Zweiten Weltkriegs verblieb. Bei der rheinland-pfälzischen Verwaltungsreform wurde der Ort vom Landkreis Rockenhausen in den Landkreis Bad Kreuznach umgegliedert. Kirchlich gehört Feilbingert weiterhin zur Evangelischen Kirche der Pfalz und zum Bistum Speyer.
Statistik zur Einwohnerentwicklung
Die Entwicklung der Einwohnerzahl von Feilbingert, die Werte von 1871 bis 1987 beruhen auf Volkszählungen:
| Jahr | Einwohner |
| ---- | --------- |
| 1815 | 709       |
| 1835 | 1.154     |
| 1871 | 1.144     |
| 1905 | 1.263     |
| 1939 | 1.170     |
| 1950 | 1.287     |

| Jahr | Einwohner |
| ---- | --------- |
| 1961 | 1.295     |
| 1970 | 1.516     |
| 1987 | 1.473     |
| 2005 | 1.741     |
| 2017 | 1.549     |
| 2022 | 1.488     |

## Politik

### Gemeinderat
Der Gemeinderat in Feilbingert besteht aus 16 Ratsmitgliedern, die bei der Kommunalwahl am 9. Juni 2024 in einer personalisierten Verhältniswahl gewählt wurden, und der ehrenamtlichen Ortsbürgermeisterin als Vorsitzender.
Sitzverteilung im gewählten Gemeinderat:
| Wahl | SPD | CDU | FDP | FW | Gesamt   |
| ---- | --- | --- | --- | -- | -------- |
| 2024 | 5   | 7   | 3   | 1  | 16 Sitze |
| 2019 | 6   | 7   | 3   | –  | 16 Sitze |
| 2014 | 6   | 7   | 3   | –  | 16 Sitze |
| 2009 | 5   | 7   | 4   | –  | 16 Sitze |
| 2004 | 6   | 7   | 3   | –  | 16 Sitze |

### Bürgermeister
Ortsbürgermeisterin ist Andrea Silvestri (CDU). Bei der Direktwahl am 26. Mai 2019 wurde sie mit einem Stimmenanteil von 72,48 % und am 9. Juni 2024 als einzige Bewerberin mit 66,4 % jeweils für weitere fünf Jahre in ihrem Amt bestätigt.

## Wirtschaft und Infrastruktur

### Weinbau
Feilbingert gehört zum „Weinbaubereich Nahetal“ im Anbaugebiet Nahe. Im Ort sind drei Weinbaubetriebe tätig, die bestockte Rebfläche beträgt 20 Hektar. Etwa 71 Prozent des angebauten Weins sind Weißweinrebsorten (Stand 2007). Im Jahre 1979 waren noch 46 Betriebe tätig, die damalige Rebfläche war mit 53 Hektar mehr als doppelt so groß.

### Tourismus
Seit 2006 gibt es einen Panoramaweg rund um Feilbingert. Das nahe gelegene Besucherbergwerk Schmittenstollen erläutert die montanhistorische Vergangenheit des Ortes.

## Kirchengemeinden
- Protestantische Kirchengemeinde
- Katholische Kirchengemeinde St. Michael

## In Feilbingert geboren
- Heinrich Bohner (1842–1905), evangelischer Missionar in Afrika
- Albert Reinhard (1916–2015), Verwaltungsjurist und Politiker, Landtagsabgeordneter und Landrat des Rhein-Hunsrück-Kreises